# Certyfikat
Certyfikat

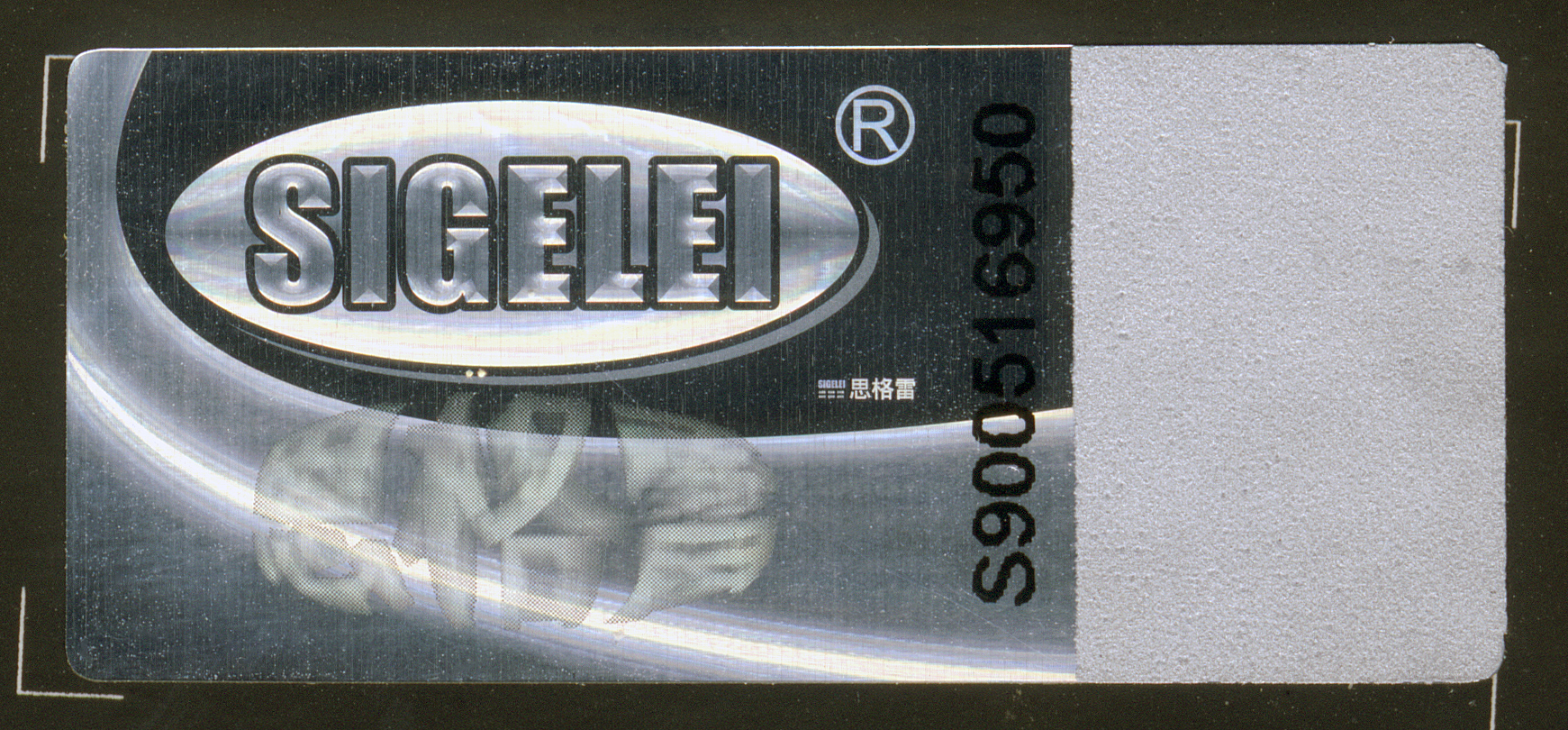
Certyfikat marki Sigelei w formie hologramu potwierdzającego oryginalność produktu

- dokument stwierdzający zgodność wyrobu z deklarowanymi przez wytwórcę lub określonymi w przepisach bądź normach właściwościami (zobacz też: świadectwo wzorcowania)
- dokument potwierdzający prawo do wykonywania określonych w nim czynności
- potwierdzenie posiadania kompetencji w zakresie określonym w certyfikacie, np. poświadczający zdanie egzaminu ze znajomości języka angielskiego na określonym poziomie, czy potwierdzający znajomość obsługi komputera w różnych obszarach.

Certyfikaty wydawane są na ogół przez akredytowane lub cieszące się zaufaniem instytucje